# Tribunal de Justiça do Estado do Ceará
O Tribunal de Justiça do Estado do Ceará é o órgão máximo do Poder Judiciário do estado do Ceará, com sede na cidade de Fortaleza, no Centro Administrativo do Cambeba, e jurisdição em todo o território do Ceará, para decidir, em segunda instância, todas as questões relativas à Justiça. 
O foi instalado solenemente em 3 de fevereiro de 1874 no Paço da Assembleia Provincial. Inicialmente, o Tribunal da Relação funcionou no sobrado do Tenente Coronel Antônio Pereira de Brito e Paiva, na rua Amélia, hoje Senador Pompeu.

## Presidência, Vice-presidência, Corregedoria Geral e Ouvidoria (Atual)
- Des. Heráclito Vieira de Sousa Neto – Presidente[1]
- Des. Francisco Mauro Ferreira Liberato – Vice-presidente[1]
- Des. Marlúcia de Araújo Bezerra – Corregedora Geral da Justiça[1]
- Desa. Andrea Mendes Bezerra Delfino - Ouvidora do Poder Judiciário

Des. Heráclito Vieira de Sousa Neto
Bacharel pela Faculdade de Direito da Universidade Federal do Ceará (UFC);

Des. Francisco Mauro Ferreira Liberato
Bacharel pela Faculdade de Direito da Universidade Federal do Ceará (UFC).

Desa. Marlúcia de Araújo Bezerra
Bacharel pela Faculdade de Direito da Universidade Federal do Ceará (UFC).

Desa. Andrea Mendes Bezerra Delfino
Bacharel pela Faculdade de Direito da Universidade Federal do Ceará (UFC).

## Corregedoria Geral

### História Institucional
A Corregedoria Geral da Justiça do Estado do Ceará foi instituída pelo Decreto nº 524, datado de 29 de março de 1939, da lavra do Dr. Francisco de Menezes Pimentel, na época, Interventor Federal no Estado do Ceará. Segundo o mencionado Decreto, o Cargo de Corregedor Geral deveria ser exercido, em comissão, por um juiz de direito efetivo ou em disponibilidade, “escolhido na última sessão ordinária de dezembro do Tribunal de Apelação, mediante escrutínio secreto, e a sua investidura compreenderá o período de 1º de janeiro a 31 de dezembro do ano seguinte” (art. 3ª do Decreto 524/1939), sendo-lhe permitida a reeleição.
Nos termos da Lei nº 213, datada de 09/06/1948, o Corregedor Geral do Estado passa a ser escolhido entre Juízes de Direito de 3ª Entrância, para ocupar cargo em comissão, eleito por dois anos, em escrutínio secreto, pelo Tribunal de Justiça, na última sessão ordinária do biênio. Pela lei de 13 de maio de 1979, o cargo de Corregedoria Geral da Justiça passa a ser exercido, exclusivamente, por desembargador. O primeiro a ocupar a mencionada função, após o advento da nova Lei, foi o Des. Júlio Carlos de Miranda Bezerra (1979-1980). Instalada, oficialmente, sob a Presidência do Des. Daniel Augusto Lopes, o primeiro a ocupar o cargo de Corregedor Geral do Estado foi o magistrado Enoc Nogueira (1940-1941).

### Juízes Corregedores Auxiliares
Agenor Studart Neto
Ana Kayrena da Silva Freitas
Felipe Augusto Rola Pergentino Maia
Giancarlo Antoniazzi Achutti
Gúcio Carvalho Coelho

### Ex-Corregedores Gerais de Justiça do Estado do Ceará[4]
- Enoc Nogueira (1940-1941)
- José Jaime de Oliveira Praxedes (1942-1947)
- José Jucá Filho (1948-1950)
- Otacílio Peixoto de Alencar (1951-1952)
- José Maria de Queirós (1953-1954)
- Pedro Pinheiro de Melo (1955-1956)
- Inácio Moacir Catunda Martins (1957-1958)
- Antônio Banhos Neto (1959-1960)
- Herbert Maratauam Castelo Branco (1961)
- Osvaldo Hortêncio de Aguiar (1962)
- Francisco Nogueira Sales (1963 / 1987-1989)
- Jesus Costa Lima (1964-1965)
- José Ari Cisne (1966-1967 / 1997-1998)
- José Maria de Melo (1968-1969 / 1999-2000)
- Carlos Facundo (1970-1975 /1975-1977 / 1994-1995 / 1995-1997)
- Aurino Augusto de Araújo Lima (1978)
- Júlio Carlos de Miranda Bezerra (1979-1980 / 1989-1991)
- Francisco Pasteur dos Santos (1980-1983)
- Abelmar Ribeiro da Cunha (1983-1985)
- Joaquim Jorge de Sousa Filho (1985-1987)
- José Barreto de Carvalho (1991-1993)
- Walter Nogueira e Vasconcelos (1993-1995)
- Águeda Passos Rodrigues Martins (2001-2002)
- Francisco Haroldo Rodrigues de Albuquerque (2003-2005)
- João de Deus Barros Bringel (2005-2007)
- José Cláudio Nogueira Carneiro (2007-2009)
- João Byron de Figueiredo Frota (2009-2011)
- Edite Bringel Olinda Alencar (2011-2013)
- Francisco Sales Neto (2013-2015)
- Francisco Lincoln Araújo e Silva (2015-2017)
- Francisco Darival Beserra Primo (2017-2019)
- Teodoro Silva Santos (2019-2021)
- Paulo Airton Albuquerque Filho (2021-2023)
- Maria Edna Martins (2023-2025)

## Ouvidoria do TJCE
Ouvidora do Poder Judiciário: Desembargadora Andrea Mendes Bezerra Delfino
Instalada em 28 de outubro de 2004, a Ouvidoria do Poder Judiciário é um órgão administrativo do Poder Judiciário do Estado do Ceará, criado pela Resolução Nº 23, publicada em 25/08/2004, que visa detectar pontos sensíveis de seus órgãos e melhorá-los, contando, para tanto, com a opinião dos usuários dos serviços judiciários. É um canal direto de comunicação entre a população e o Poder Judiciário, que visa garantir um relacionamento democrático entre o Poder e a Sociedade. Promove a aproximação da Justiça com o cidadão, para que o serviço prestado pelo Poder Judiciário seja aprimorado.

## Regimento Interno
http://www.tjce.jus.br/wp-content/uploads/2016/11/RegimentoInterno2016.pdf

## Código de Organização Judiciária
http://www.tjce.jus.br/wp-content/uploads/2015/07/Codigo_Organizacao_Judiciaria.pdf

## Composição
Sua composição, em 21 de maio de 2025, é:
- - Des. Heráclito Vieira de Souza Neto – Presidente
  - Des. Fernando Luiz Ximenes Rocha
  - Desa. Maria Iracema Martins do Vale
  - Des. Antônio Abelardo Benevides Moraes
  - Desa. Maria Nailde Pinheiro Nogueira
  - Des. Emanuel Leite Albuquerque
  - Des. Durval Aires Filho
  - Des. Francisco Gladyson Pontes
  - Des. Francisco Bezerra Cavalcante
  - Des. Inácio de Alencar Cortez Neto
  - Des. Washington Luis Bezerra de Araújo
  - Des. Carlos Alberto Mendes Forte
  - Desa. Maria Iraneide Moura Silva
  - Des. Luiz Evaldo Gonçalves Leite
  - Desa. Lisete de Sousa Gadelha
  - Des. Raimundo Nonato Silva Santos
  - Des. Paulo Airton Albuquerque Filho
  - Desa. Maria Edna Martins
  - Des. Mário Parente Teófilo Neto
  - Desa. Tereze Neumann Duarte Chaves
  - Des. José Tarcílio Souza da Silva
  - Desa. Maria de Fatima de Melo Loureiro
  - Desa. Lígia Andrade de Alencar Magalhães
  - Desa. Lira Ramos de Oliveira
  - Des. Francisco Carneiro Lima
  - Des. Francisco Mauro Ferreira Liberato
  - Desa. Marlúcia de Araújo Bezerra
  - Des. Henrique Jorge Holanda Silveira
  - Des. Sérgio Luiz Arruda Parente
  - Des. Francisco Luciano Lima Rodrigues
  - Desa. Maria do Livramento Alves Magalhães
  - Des. José Ricardo Vidal Patrocínio
  - Desa. Joriza Magalhães Pinheiro
  - Des. Carlos Augusto Gomes Correia
  - Des. José Evandro Nogueira Lima Filho
  - Desa. Maria Ilna Lima de Castro
  - Desa. Rosilene Ferreira Facundo
  - Desa. Jane Ruth Maia de Queiroga
  - Desa. Andréa Mendes Bezerra Delfino
  - Desa. Silvia Soares de Sá Nóbrega
  - Des. André Luiz de Souza Costa
  - Des. Everardo Lucena Segundo
  - Desa. Vanja Fontenele Pontes
  - Des. Francisco Eduardo Torquato Scorsafava
  - Desa. Ângela Teresa Gondim Carneiro Chaves
  - Des. Benedito Helder Afonso Ibiapina
  - Des. Djalma Teixeira Benevides
  - Des. Francisco Jaime Medeiros Neto
  - Desa. Cleide Alves de Aguiar
  - Des. Marcos William Leite de Oliveira
  - Desa. Maria Regina Oliveira Câmara
  - Des. Paulo de Tarso Pires Nogueira
  - Des. Francisco Lucídio Queiroz Júnior
  - Secretário – Dr. Nilsiton Rodrigues de Andrade Aragão